# Liste de journaux au Danemark

## Journaux nationaux
- B.T.
- Berlingske
- Dagbladet Arbejderen
- Dagbladet Børsen
- Dagbladet Information (Information)
- Politiken
- Ekstra Bladet
- Erhvervsbladet
- Kristeligt Dagblad
- metroXpress
- Jyllands-Posten
- Søndagsavisen
- Urban
- Weekendavisen
- Nyhedsavisen

## Journaux régionaux

### Fionie(Funen amt)
- Fyens Stiftstidende
- Fyns Amts Avis
- Kjerteminde Avis
- Lokal Avisen Odense
- Områdeavisen Nordfyn
- Otterup Avis
- ugeavisen Odense
- Xtra Fyens Stiftstidende

### Autres
- Bornholms Tidende
- Dagbladet/Frederiksborg Amts Avis
- Dagbladet Holstebro
- Dagbladet Licitationen
- Der Nordschleswiger
- Dimmalætting
- Flensborg Avis
- Folketidende Gruppen
- Fredericia Dagblad
- Helsingør Dagblad
- Herning Folkeblad
- Holbæk Amts
- Horsens Folkeblad
- Jydske Vestkysten
- Kalundborg Folkeblad
- Kolding Folkeblad
- Lolland-Falsters Folketidende
- Midtjyllands Avis
- Midtjylland Hverdag
- Morsø Folkeblad
- Møns Tidende
- Nordjyske Stiftstidende
- Næstved Tidende
- Præstø Avis
- Randers Amtsavis
- Ringkjøbing Amts Dagblad
- Sjællands Tidende
- Skive Folkeblad
- Thisted Dagblad
- Tiaindabladid Sosialurin
- Vejle Amts Folkeblad
- Venstreblad
- Viborg Stifts Folkeblad
- Vordingborg Dagblad
- Århus Stiftstidende